# Attack (chanson)
Pour les articles homonymes, voir Attack.
Singles de Thirty Seconds to Mars
Edge of the Earth
(2002) The Kill
(2006)
Pistes de A Beautiful Lie
A Beautiful Lie
Attack est une chanson de Thirty Seconds to Mars. Attack est le troisième single du groupe, et le premier extrait de l'album A Beautiful Lie. Il est sorti en Europe le 12 avril 2005 et aux États-Unis le 3 mai 2005.
Il atteint une popularité considérable à travers le monde et une performance dans les charts relativement correcte. Aux États-Unis, il atteint la vingt-deuxième place au Billboard Modern Rock Tracks.
Attack figure dans le jeu vidéo Rock Band et dans ATV Offroad Fury 4.

## Liste des titres
- Promo

1. Attack (Radio Edit) - 3:08

- US (CD)

1. Attack (Radio Edit) - 3:08
2. Attack - 4:14 (live at CBGB)

- Royaume-Uni (CD)

1. Attack - 3:09 (album version)
2. Attack - 4:14 (live at CBGB)

## Classement
| An   | Classement                            | Meilleure position |
| ---- | ------------------------------------- | ------------------ |
| 2005 | UK Singles Chart                      | 48                 |
| 2005 | U.S. Billboard Modern Rock Tracks     | 22                 |
| 2005 | U.S. Billboard Mainstream Rock Tracks | 38                 |
| 2005 | Virgin Chart                          | 1                  |
| 2005 | Australian Singles Chart              | 90                 |
| 2005 | Portugal Singles Chart                | 73                 |
| 2005 | Argentina Singles Chart               | 92                 |
| 2005 | Europe Singles Chart                  | 16                 |